# Мэйдо-кафе

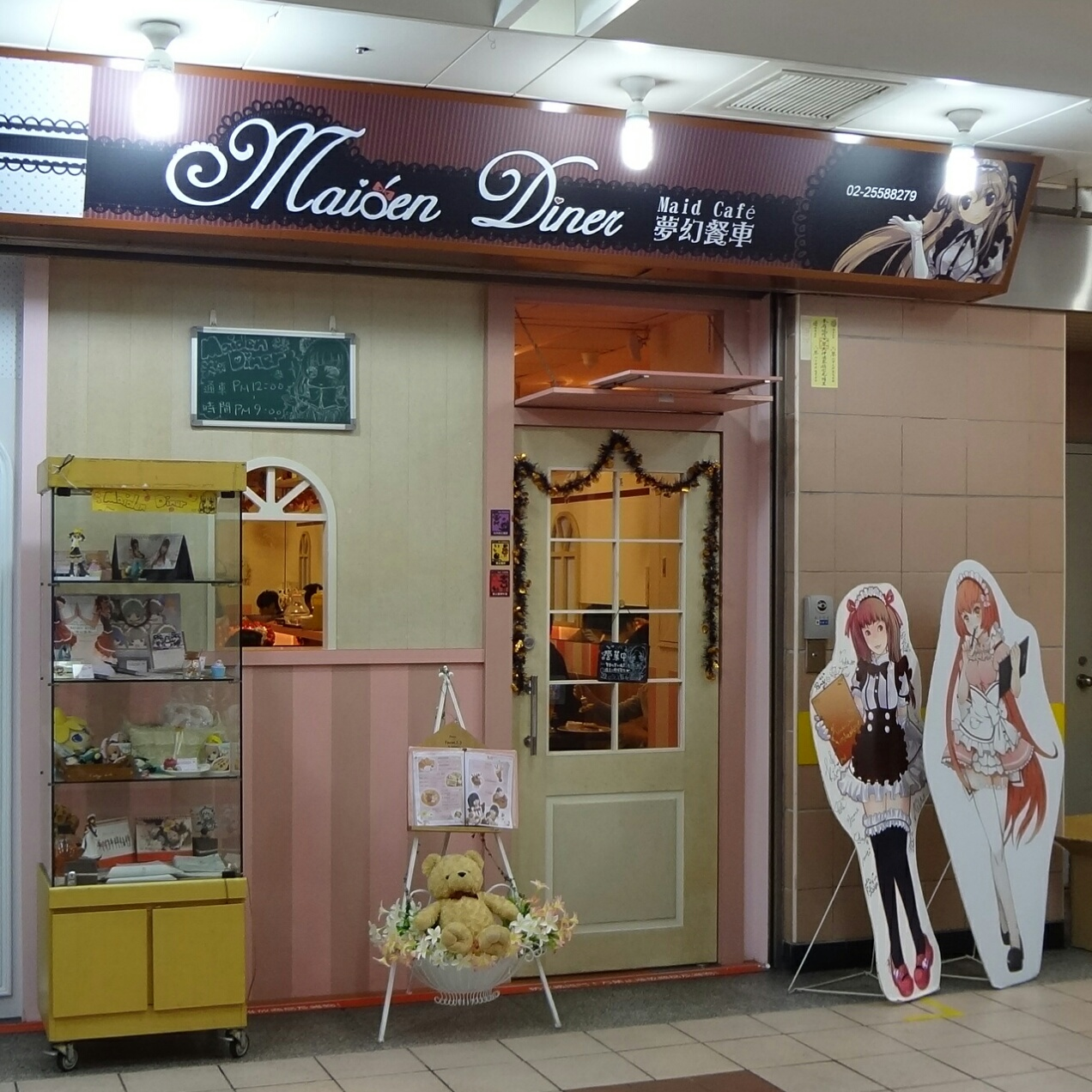
Вход в мэйдо-кафе

Мэйдо-кафе (яп. メイド喫茶 / メイドきっさ мэйдо-кисса) — японские косплей-кафе, связанные с культурой отаку. Название происходит от английского слова maid — горничная. Одежда юных официанток в кафе нaпоминает форму горничных средневекового английского поместья. Обязательные элементы стиля — короткие юбки, длинные гетры, передники, заколки и бантики.

## История

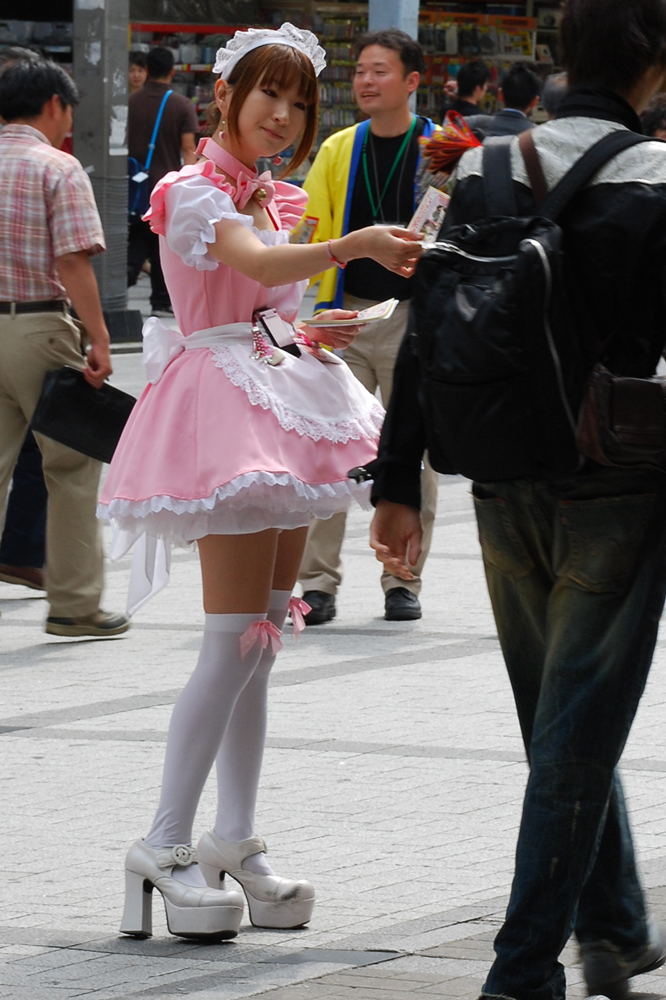
Мэйдо раздаёт листовки перед станцией Акихабара

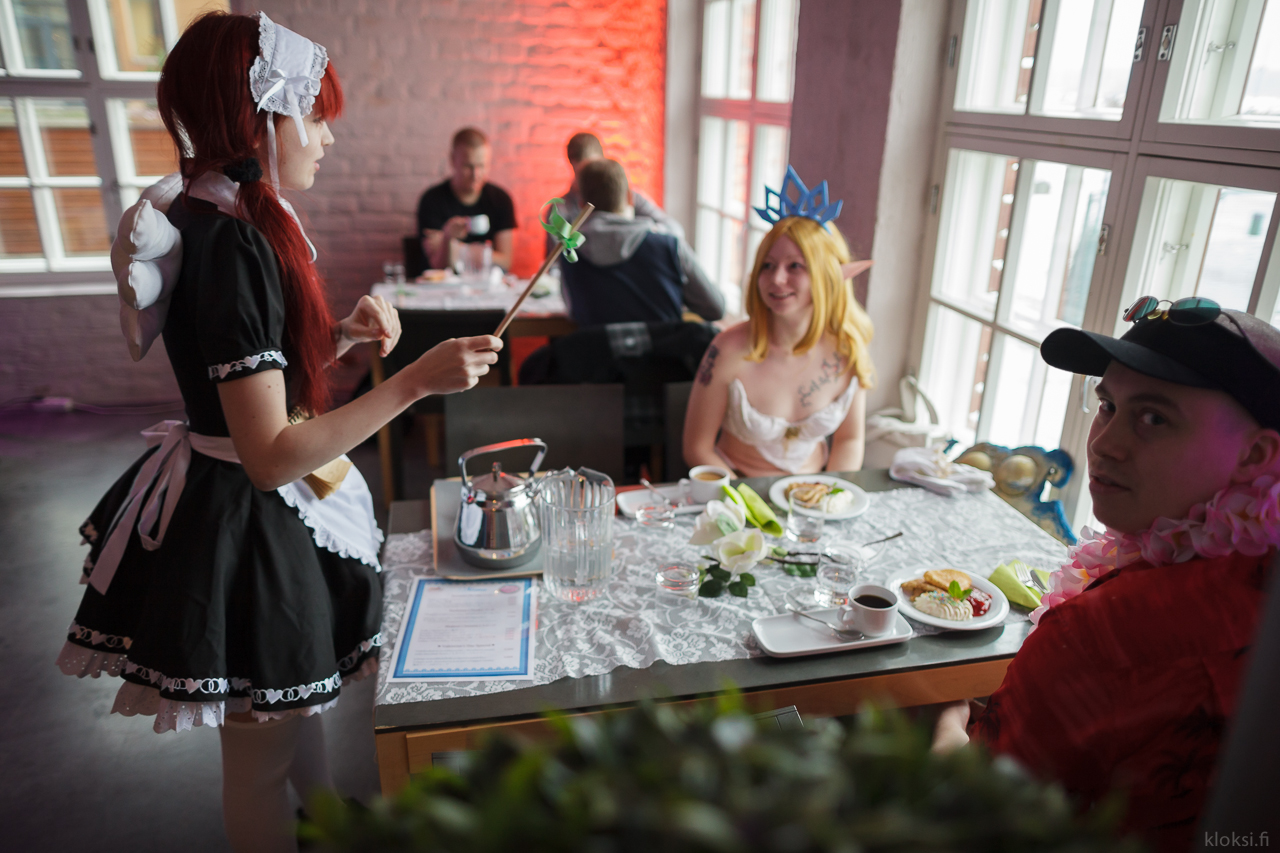
В мэйдо-кафе

Начало идее мэйдо-кафе было положено во второй половине 1990-х, когда на одном из рекламных мероприятий по презентации компьютерных игр наряженные мэйдо официантки предлагали посетителям чай, что пользовалось огромным успехом у публики. Первое мэйдо-кафе открылось в 2001 году. За последние годы они успели превратиться в популярную туристическую достопримечательность. Как правило, в меню мэйдо-кафе нет алкоголя.
Выбор для официанток костюмов определился двумя причинами: исторические предшественники официанток — горничные, персонаж, распространённый в анимэ-индустрии, а также тем, что такой наряд — каваий, поскольку выглядит невыразимо мило. Изначально мэйдо-кафе ориентировались на отаку — фанатов аниме и манга, но поскольку атмосфера и стиль этих заведений понравились туристам, они получили широкое развитие, появившись и за пределами Японии.
Для клиентов мэйдо-кафе действуют определённые правила:
- Клиент не должен узнавать реальное имя и фамилию или другую личную информацию официантки;
- Запрещается физический контакт и сексуальные заигрывания;
- Запрещается фото- и видеосъёмка на личные камеры;
- Требуется заказать хотя бы один напиток.

Помимо простого обслуживания, клиент за дополнительную плату может: сфотографироваться с официанткой, сыграть в настольные или карточные игры. Перед тем как прекратить работу в кафе, официантки проводят особое событие, которое посвящено небольшому кругу постоянных клиентов. Это событие знаменует последний день, когда девушку увидят в её образе и костюме. Постоянные клиенты покупают билеты, чтобы прийти и проводить образ персонажа, ведь больше клиенты его не увидят.
Мэйдо-кафе подразделяются на «энергичные» и «тихие». Различить их просто — по длине юбок официанток, в «энергичных» кафе длина юбок на 10 см выше колен, в «тихих» — юбки совсем длинные, почти до пола.
Самое большое количество мэйдо-кафе сосредоточено в токийском районе Акихабара. В настоящее время мэйдо-кафе можно найти во многих городах Японии. Существуют несколько национальных сетей мэйдо-кафе, чьи фирменные кафе можно посетить не Только в Токио, но в Нагое, Осаке и других местах.

### «Энергичные» мэйдо-кафе
Особенность этого вида кафе — перформанс, представление. Поведение официанток, их манера обращаться к посетителям непосредственно вовлекают клиентов кафе в мир некоего представления. Посетители кафе часто не имеющие отношения к культуре отаку любопытствующие — японцы и иностранные туристы, желающие непосредственно познакомиться с миром мэйдо.
Мужчин встречают радостным приветствием: «Добро пожаловать, мой господин!» Это означает, что представление уже началось. Для мэйдо вы не клиент, а хозяин, которому они с почтением служат. К посетительницам обращаются одзёсама, «барышня». Поскольку для посетителей это не кафе, а его собственная резиденция, то их встречают словами «окаэри насаимасэ!», как встречают вернувшегося домой в самом почтительном варианте. Внутри — длинная узкая стойка, места перед которой обычно заняты постоянными клиентами. В центре зала — небольшая сцена, интерьер переполнен декоративными сердечками, цветочками, ягодками и другими каваий-безделушками. Перед тем, как посетитель начнёт пить заказанный напиток, официантка «насытит любовью» напиток. Это ритуал, в котором с помощью особых пассов мэйдо «вливает» во все напитки, стоящие на столе, любовь к своему хозяину, что волшебным образом должно преобразить вкус самых обычных чая или кофе. По сути посетитель платит деньги не за еду, а за общение с милыми девушками в костюмах горничных, которые ведут себя так, словно принадлежат лично ему.

### «Тихие» мэйдо-кафе
Особенность этих кафе — атмосфера «бережного ухода» за клиентом, безупречная эстетичность при внешней кротости, возвращающие к первоначальному понятию maid. Здесь вас встретят, как в обычном кафе: Ирассяимасэ, о-кяку-сама!, что примерно значит «Приветствуем вас, уважаемый посетитель!». Официантки одеты в длинные платья. Многие девушки носят прямые длинные волосы естественного цвета и используют минимум макияжа. Белые фартуки и чёрные платья выглядят просто, но ткань платьев самого высокого качества, а узор тонких кружев по краю передников — изыскан. Интерьер кафе по примеру родовых замков старой аристократии, выдержан в античном стиле или же в стиле кантри, с отделкой из натурального дерева. В кафе этого типа всегда тихо. Звучит классическая музыка, официантки говорят с посетителями негромко и сдержанно. Этот же приглушённый тон сохраняется и при разговорах мейдо между собой, и при передаче заказа на кухню. Здесь вы никогда не услышите разговора на повышенных тонах.